# Денислав Станчев
Денислав Станчев е български футболист, който играе като полузащитник за Добруджа (Добрич). Роден е на 28 март 2000 г.

## Кариера

### Берое
Юноша на Берое (Стара Загора), за първия тим на заралии е изиграл 5 мача, през 2018 г. се присъединява към тима на Верея (Стара Загора). От 2020 е футболист на софийския „Локомотив“.